# Maurício Mattar
 (octobre 2017).
Si vous disposez d'ouvrages ou d'articles de référence ou si vous connaissez des sites web de qualité traitant du thème abordé ici, merci de compléter l'article en donnant les références utiles à sa vérifiabilité et en les liant à la section « Notes et références ».
Maurício Mattar Kirk de Souza, né le 3 avril 1964 à Rio de Janeiro, est un chanteur et acteur brésilien.
C'est l'ex mari de la chanteuse Elba Ramalho.

## Discographie
- 1994: Maurício Mattar
- 1996: Maurício Mattar
- 1997: Maurício Mattar
- 1999: Verdades e Mentiras
- 2002: 20 Super Sucessos
- 2004: Meu Primeiro Disco